# Union Royale Namur
El Union Royale Namur es un club de fútbol de Bélgica de la ciudad de Namur en la provincia homónima. Fue fundado en 1905, está afiliado a la Real Asociación Belga con el número de licencia 156 y tiene el negro y amarillo como colores del club. Actualmente juega en la División Nacional 1 de Bélgica.

## Historia
La historia del fútbol en la ciudad de Namur y del club se remonta a principios del siglo XX. Se fundaron muchos clubes, pero rápidamente desaparecieron o se fusionaron. En los primeros años del siglo existió el club Namur Football Club. El Namur FC jugó varias veces en Segunda División o en Primera División como campeón de provincia. El Sporting Club Namurois se fundó alrededor de 1904 y el Atheneum Externat Football Club se fundó en 1907. Sin embargo, ambos clubes desaparecerían unos años más tarde. Union Sportive Namuroise se fundó alrededor de 1908 y desapareció en 1913. En 1920, Red Star y Excelsior Sporting Club se fusionaron, y Union Sportive Jamboise también participó en la fusión. Este club de fusión se llamó Namur Sports que finalmente se volvería estable y exitoso. El club se unió a la Asociación Belga de Fútbol y unos años más tarde se le asignó el número de licencia 156. El club se fue a jugar al barrio de Jambes, a la otra orilla del río Mosa.
Namur Sports participó en las divisiones Provinciales. En 1923/24 el club se proclamó campeón de la Segunda Provincial (entonces el nivel provincial más alto). En 1927 el club logró ascender a la serie de ascenso nacional, luego a Tercera División, pero descendió al cabo de un año. El 23 de agosto de 1931 se inauguró el Stade des Champs-Elysées. El club volvió a la Promoción ese año.
El club recibió el título real en 1933 y se convirtió en Société Royale Namur Sports. El club es capaz de mantenerse sin problemas en Promoción y se encuentra regularmente con otros rivales de la ciudad, la WA Namur. En 1936 Namur Sport quedó en segundo lugar con la misma cantidad de puntos que Royale Union Hutoise. Namur, sin embargo, tuvo una derrota más y el ascenso fue para Hutoise. A finales de la década de 1930, la ciudad de Namur volvió a comprar el campo de fútbol para prever una posible ampliación del hospital St-Camille. Durante la Segunda Guerra Mundial la temporada regular fue suspendida varias veces. Namur jugó en una competición provincial en 1939/40 y 1940/41. Esa última temporada, el club no pudo completar todos sus partidos, por la guerra.
En 1941, Namur Sports se fusionó con su vecino Royal WA Namur (número de licencia 173). El club pasó a llamarse Union Royale Namur y continuó jugando con la licencia número 156 de Namur Sports. WA Namur y el número de licencia 173 desaparecieron, pero el club sería refundado unos años después con el número de licencia 3625, apodados "les Canaris". Ese año las competiciones oficiales continuaron de forma normal y UR Namur siguió jugando en Promoción. Debido a la ocupación alemana del lugar, el club jugó en el sitio "Bas-Prés".
En 1943/44 UR Namur logró ganar su división con una gran ventaja y, por lo tanto, ganó el ascenso. La siguiente temporada fue interrumpida por la guerra, pero desde 1945/46 UR Namur jugó por primera vez en Segunda División. En 1949 pudieron evitar por poco el descenso, pero en 1950 el equipo fue colista y volvió a bajar. Dos temporadas después, Unión volvió a ser campeón de su división. Sin embargo, la temporada siguiente, la 1952/53, la Asociación de Fútbol llevó a cabo reformas en las grandes ligas. Se creó un cuarto nivel nacional, que de ahora en adelante sería el nivel de promoción, y se redujo el número de eliminatorias y clubes en el segundo y tercer nivel. Debido a la reducción de la Segunda División, Namur no pudo ascender a pesar de su título.
Namur continuó encabezando su serie año tras año, hasta que finalmente logró convertirse en el ganador de la división en 1959/60. El club ascendió así de nuevo a Segunda División. El equipo terminó la primera temporada en la cima, pero luego coqueteó con el descenso en cada temporada. En 1963 incluso terminaron en un lugar de descenso directo, pero debido al descenso de Waterschei SV Thor debido a un fraude de competición, UR Namur pudo evitar el descenso. En 1967, el club finalmente volvió a la Tercera División después de siete temporadas. Union siguió intentando recuperar la categoría. A finales de 1973/74, un gran número de clubes pudieron ascender debido a la expansión de la Primera División. UR Namur terminó tercero en su división y se le permitió unirse a RAA Louviéroise de las otras divisiones de Tercera y con los dos últimos de Segunda, K. Sint-Niklase SK y KAA Gent , disputan un play-off. Sin embargo, UR Namur quedó último y se perdió un nuevo ascenso. Union terminó en la cima durante algunos años más, pero finalmente bajó.
El año 1977 resultó ser trágico para el club. El 27 de agosto de 1977, durante un partido de copa contra el RSC Anderlecht, el jugador Michel Soulier se derrumbó y murió. Como homenaje y recordatorio, el estadio de Namur pasó a llamarse " Stade Michel Soulier " ese año.
En el campo deportivo, Union tenía menos años por delante. En 1980 Namur se convirtió en penúltimo y relegado a la Cuarta División . El club incluso cayó a Provincial en 1984. WA Namur , que se restableció durante la Segunda Guerra Mundial, jugó en la Tercera División durante varios años y, por lo tanto, fue el mejor club de Namur.
UR Namur pudo regresar a Cuarta después de una temporada, y en 1989 el club volvió a salir campeón. Ese año UR Namur se fusionó con Royale Entente Sportive Jamboise. Este club con el número de licencia 1579 había jugado en la misma división que UR Namur durante la temporada. El club fusionado se llamó RFC Namur y continuó jugando con la licencia número 156 de Union. El título de UR Namur permitió al club volver a Tercera División.
Mientras tanto, Armand Khaïda se había convertido en presidente del club y bajo su dirección volvieron al amado nombre de Union Royale Namur. El equipo se proclamó campeón de Cuarta en 1997, con 19 puntos de ventaja sobre el segundo, y pudo volver a ocupar su puesto en Tercera División. En 1999 Namur pudo forzar un lugar en el play-off final, pero KAS Eupen fue el ascendido. El equipo no pudo mantener el nivel la temporada siguiente y descendió nuevamente a Cuarta División en 2001. También fue una temporada negra para el club además de las actividades deportivas. El club tuvo que abandonar el familiar Stade Michel Soulier. El estadio tuvo que dar paso a un aparcamiento para el Centre Hospitalier Régional y fue demolido. A continuación, el equipo completó sus partidos en el foso de los leones, es decir, el "Bas-Prés" del WA Namur.
La UR Namur arrancó la temporada 2001/02 en Cuarta en el estadio ADEPS de Jambes (sub-municipio de Namur), lo que, sin embargo, no mejoró el ambiente. El equipo tuvo un comienzo difícil, pero después de un cambio de entrenador y un cambio al renombrado "Stade Communal des Bas-Prés" se puso en marcha y el equipo todavía terminó en la cima. En mayo de 2002, el club se fusionó con Racing Wallonia Saint-Servais. Ese club tenía el número de licencia 4516 y se formó en 1998 a partir de la fusión de Union Sportive Namur (número de licencia 4516) y la Asociación de Valonia de Namur. Sin embargo, este club se había deslizado a Segunda Provincial y fue abandonado por la directiva. El club de fusión entre UR Namur y Valonia mantuvo el nombre de UR Namur y continuó jugando con el número de licencia 156. Era la segunda vez que Union Namur absorbía a los vecinos de Valonia en una fusión.
En 2002/03, URN volvió a tener una temporada fuerte, se convirtió en el ganador de la serie y, por lo tanto, ascendió nuevamente. Los resultados, sin embargo, fueron desiguales en Tercera División. En 2004/05, UR Namur incluso tuvo que jugar una ronda final para evitar el descenso, donde terminó en cuarto lugar después de una derrota ante el RACS Couillet. Deportivamente esto significaría el descenso, pero debido a la reubicación de K. Patro Eiden Maasmechelen de Segunda a Cuarta División, UR Namur pudo mantener su lugar en Tercera División.
En 2006/07 el club disputó la ronda final para el ascenso a Segunda División. El club perdió dos veces ante Verbroedering Geel en la final. Sin embargo, Geel inicialmente no tenía licencia para jugar en la Segunda división, por lo que al finalista se le permitió ascender. Pero en la apelación, Geel pudo obtener una licencia, que fue seguida por una queja de Namur por irregularidades en la concesión de esa licencia. Finalmente ambos clubes pudieron ascender, por lo que en la temporada 2007/08, la segunda división estuvo compuesta excepcionalmente por 19 clubes. Hacía exactamente 40 años que UR Namur no jugaba en esta división.
Desde 2017/18 el club jugaba en la Tercera División Aficionada.
En 2018 UR Namur se fusionó con Racing FC Fosses. Este club había jugado en primera provincial y se convirtió en campeón. El nuevo club pasó a llamarse Union Royale Namur Fosses-La-Ville y continuó jugando con el número de licencia 156. El título de Fosses permitió al club fusionado volver a empezar en Tercera División amateur.
En 2018-2019 UR Namur quedó campeón y ascendió a Aficionados de Segunda División. En la 2019-20 queda en el puesto 14.º justo al cesar el campeonato por la pandemia del Covid-19, por lo que es descendido a la División 3.
En la temporada 2022-23 asciende a la División Nacional 1 tras quedar segundo en su grupo de la División 2 tras RFC Warnant, que no recibió licencia.

## Temporada a temporada
| Temporada                        | Nivel | Nivel | Nivel | Nivel | Nivel | Nivel | Denominación                           | Puntuación                             | Observaciones |
|                                  | I     | I     | II    | III   | P.I   | P.II  |                                        |                                        | |
| -------------------------------- | ----- | ----- | ----- | ----- | ----- | ----- | -------------------------------------- | -------------------------------------- | --- |
| como Namur Sports                |       |       |       |       |       |       |                                        |                                        | |
| 1927/28                          |       |       |       | 12    |       |       | Tercera B                              | 16                                     | |
| 1928/29                          |       |       |       |       | ?     |       | Primera Prov. Namur                    | ?                                      | |
| 1929/30                          |       |       |       |       | ?     |       | Primera Prov. Namur                    | ?                                      | |
| 1930/31                          |       |       |       |       | ?     |       | Primera Prov. Namur                    | ?                                      | |
| 1931/32                          |       |       |       | 6     |       |       | Tercera C                              | 28                                     | |
| 1932/33                          |       |       |       | 3     |       |       | Tercera C                              | 28                                     | |
| como Société Royale Namur Sports |       |       |       |       |       |       |                                        |                                        | |
| 1933/34                          |       |       |       | 6     |       |       | Tercera C                              | 27                                     | |
| 1934/35                          |       |       |       | 2     |       |       | Tercera C                              | 33                                     | |
| 1935/36                          |       |       |       | 2     |       |       | Tercera A                              | 38                                     | |
| 1936/37                          |       |       |       | 8     |       |       | Tercera A                              | 26                                     | |
| 1937/38                          |       |       |       | 8     |       |       | Tercera C                              | 25                                     | |
| 1938/39                          |       |       |       | 11    |       |       | Tercera B                              | 24                                     | |
| 1939/40                          |       |       |       |       |       |       |                                        |                                        | sin competición por Segunda Guerra Mundial                                                                                                   |
| 1940/41                          |       |       |       |       |       |       |                                        |                                        | sin competición por Segunda Guerra Mundial                                                                                                   |
| como Union Royale Namur          |       |       |       |       |       |       |                                        |                                        | |
| 1941/42                          |       |       |       | 11    |       |       | Tercera C                              | 13                                     | |
| 1942/43                          |       |       |       | 5     |       |       | Tercera B                              | 29                                     | |
| 1943/44                          |       |       |       | 1     |       |       | Tercera C                              | 49                                     | |
| 1944/45                          |       |       |       |       |       |       |                                        |                                        | sin competición por Segunda Guerra Mundial                                                                                                   |
| 1945/46                          |       |       | 9     |       |       |       | Segunda A                              | 29                                     | |
| 1946/47                          |       |       | 6     |       |       |       | Segunda B                              | 33                                     | |
| 1947/48                          |       |       | 7     |       |       |       | Segunda A                              | 29                                     | |
| 1948/49                          |       |       | 14    |       |       |       | Segunda A                              | 21                                     | |
| 1949/50                          |       |       | 16    |       |       |       | Segunda A                              | 7                                      | |
| 1950/51                          |       |       |       | 6     |       |       | Tercera A                              | 32                                     | |
| 1951/52                          |       |       |       | 1     |       |       | Tercera A                              | 50                                     | Debido a la reforma liguera, ningún equipo ascendió a Segunda División                                                                       |
|                                  | I     | I     | II    | III   | IV    | P.I   | desde 1952/53 hay 4 niveles nacionales | desde 1952/53 hay 4 niveles nacionales | desde 1952/53 hay 4 niveles nacionales |
| 1952/53                          |       |       |       | 14    |       |       | Tercera B                              | 25                                     | |
| 1953/54                          |       |       |       | 4     |       |       | Tercera A                              | 37                                     | |
| 1954/55                          |       |       |       | 5     |       |       | Tercera A                              | 34                                     | |
| 1955/56                          |       |       |       | 4     |       |       | Tercera B                              | 35                                     | |
| 1956/57                          |       |       |       | 3     |       |       | Tercera A                              | 37                                     | |
| 1957/58                          |       |       |       | 3     |       |       | Tercera B                              | 36                                     | |
| 1958/59                          |       |       |       | 8     |       |       | Tercera A                              | 31                                     | |
| 1959/60                          |       |       |       | 1     |       |       | Tercera B                              | 43                                     | |
| 1960/61                          |       |       | 5     |       |       |       | Segunda                                | 35                                     | |
| 1961/62                          |       |       | 12    |       |       |       | Segunda                                | 26                                     | |
| 1962/63                          |       |       | 12    |       |       |       | Segunda                                | 26                                     | Namur terminó penúltimo pero evitó el descenso por el regreso obligatorio de Thor Waterschei a Tercera División por un escándalo de sobornos |
| 1963/64                          |       |       | 14    |       |       |       | Segunda                                | 25                                     | |
| 1964/65                          |       |       | 10    |       |       |       | Segunda                                | 28                                     | |
| 1965/66                          |       |       | 14    |       |       |       | Segunda                                | 24                                     | |
| 1966/67                          |       |       | 15    |       |       |       | Segunda                                | 20                                     | |
| 1967/68                          |       |       |       | 7     |       |       | Tercera B                              | 31                                     | |
| 1968/69                          |       |       |       | 3     |       |       | Tercera B                              | 39                                     | |
| 1969/70                          |       |       |       | 3     |       |       | Tercera A                              | 38                                     | |
| 1970/71                          |       |       |       | 7     |       |       | Tercera A                              | 30                                     | |
| 1971/72                          |       |       |       | 7     |       |       | Tercera B                              | 34                                     | |
| 1972/73                          |       |       |       | 9     |       |       | Tercera A                              | 27                                     | |
| 1973/74                          |       |       |       | 3     |       |       | Tercera A                              | 43                                     | Cuarto en la ronda final de ascenso con RAA Louviéroise, Sint-Niklase SK y AA Gent                                                           |
| 1974/75                          |       |       |       | 3     |       |       | Tercera B                              | 43                                     | |
| 1975/76                          |       |       |       | 5     |       |       | Tercera B                              | 35                                     | |
| 1976/77                          |       |       |       | 2     |       |       | Tercera B                              | 38                                     | |
| 1977/78                          |       |       |       | 7     |       |       | Tercera B                              | 31                                     | |
| 1978/79                          |       |       |       | 9     |       |       | Tercera A                              | 28                                     | |
| 1979/80                          |       |       |       | 15    |       |       | Tercera B                              | 21                                     | |
| 1980/81                          |       |       |       |       | 9     |       | Cuarta C                               | 30                                     | |
| 1981/82                          |       |       |       |       | 8     |       | Cuarta B                               | 30                                     | |
| 1982/83                          |       |       |       |       | 13    |       | Cuarta C                               | 24                                     | |
| 1983/84                          |       |       |       |       | 15    |       | Cuarta D                               | 18                                     | |
| 1984/85                          |       |       |       |       |       | ?     | Primera Prov. Namur                    | ?                                      | |
| 1985/86                          |       |       |       |       |       | 1     | Primera Prov. Namur                    | ?                                      | |
| 1986/87                          |       |       |       |       | 4     |       | Cuarta D                               | 37                                     | |
| 1987/88                          |       |       |       |       | 8     |       | Cuarta D                               | 30                                     | |
| 1988/89                          |       |       |       |       | 1     |       | Cuarta D                               | 44                                     | |
| como RFC Namur                   |       |       |       |       |       |       |                                        |                                        | |
| 1989/90                          |       |       |       | 7     |       |       | Tercera A                              | 32                                     | |
| 1990/91                          |       |       |       | 14    |       |       | Tercera A                              | 21                                     | |
| 1991/92                          |       |       |       | 10    |       |       | Tercera A                              | 28                                     | |
| 1992/93                          |       |       |       | 4     |       |       | Tercera A                              | 34                                     | |
| 1993/94                          |       |       |       | 9     |       |       | Tercera A                              | 29                                     | |
| 1994/95                          |       |       |       | 13    |       |       | Tercera B                              | 24                                     | |
| 1995/96                          |       |       |       | 15    |       |       | Tercera A                              | 34                                     | |
| como UR Namur                    |       |       |       |       |       |       |                                        |                                        | |
| 1996/97                          |       |       |       |       | 1     |       | Cuarta D                               | 77                                     | |
| 1997/98                          |       |       |       | 10    |       |       | Tercera A                              | 41                                     | |
| 1998/99                          |       |       |       | 4     |       |       | Tercera B                              | 53                                     | |
| 1999/00                          |       |       |       | 11    |       |       | Tercera B                              | 36                                     | |
| 2000/01                          |       |       |       | 15    |       |       | Tercera B                              | 24                                     | |
| 2001/02                          |       |       |       |       | 5     |       | Cuarta D                               | 52                                     | |
| 2002/03                          |       |       |       |       | 1     |       | Cuarta D                               | 64                                     | |
| 2003/04                          |       |       |       | 8     |       |       | Tercera B                              | 37                                     | |
| 2004/05                          |       |       |       | 14    |       |       | Tercera B                              | 28                                     | |
| 2005/06                          |       |       |       | 6     |       |       | Tercera B                              | 45                                     | |
| 2006/07                          |       |       |       | 2     |       |       | Tercera B                              | 52                                     | Ascenso a la ronda final al ganar contra Diegem Sport y Cappellen FC                                                                         |
| 2007/08                          |       |       | 17    |       |       |       | Segunda                                | 41                                     | Gana la ronda final para la salvación contra KV Turnhout y CS Visé                                                                           |
| 2008/09                          |       |       | 19    |       |       |       | Segunda                                | 13                                     | |
| 2009/10                          |       |       |       | 12    |       |       | Tercera B                              | 43                                     | |
| 2010/11                          |       |       |       | 18    |       |       | Tercera B                              | 15                                     | |
| 2011/12                          |       |       |       |       | 11    |       | Cuarta D                               | 32                                     | |
| 2012/13                          |       |       |       |       | 2     |       | Cuarta D                               | 57                                     | Derrota en la ronda por ascenso contra KSK Hasselt                                                                                           |
| 2013/14                          |       |       |       |       | 8     |       | Cuarta D                               | 44                                     | |
| 2014/15                          |       |       |       |       | 10    |       | Cuarta D                               | 38                                     | |
| 2015/16                          |       |       |       |       | 6     |       | Cuarta D                               | 52                                     | Ascenso a Segunda Aficionadad via play-off contra Stade Waremmien y Racing Charleroi                                                         |
|                                  | 1A    | 1B    | 1Am   | 2Am   | 3Am   | P.I   |                                        |                                        | desde 2016-17 hay 3 niveles nacionales y 2 regionales                                                                                        |
| 2016/17                          |       |       |       | 16    |       |       | Segunda Aficionada ACFF                | 16                                     | |
| 2017/18                          |       |       |       |       | 15    |       | Tercera Afic. ACFF B                   | 10                                     | UR Namur terminó en puestos de descenso, pero debido a la fusión con el Racing FC Fosses, se mantuvo en Tercera División Aficionada          |
| como UR Namur Fosses-La-Ville    |       |       |       |       |       |       |                                        |                                        | |
| 2018/19                          |       |       |       |       | 1     |       | Tercera Afic. ACFF A                   | 60                                     | |
| 2019/20                          |       |       |       | 15    |       |       | Segunda Aficionada ACFF                | 21                                     | Competición parada por Covid-19 |
| como Union Namur                 |       |       |       |       |       |       |                                        |                                        | |
| 2020/21                          |       |       |       |       | -     |       | División 3 ACFF A                      | -                                      | Competición suspendida tras 4 jornadas por Covid-19                                                                                          |
| 2021/22                          |       |       |       |       | 1     |       | División 3 ACFF A                      | 65                                     | |
| 2022/23                          |       |       |       | 2     |       |       | División 2                             | 62                                     | |
| 2023/24                          |       |       | 15    |       |       |       | Division Nacional 1                    | 39                                     | |
| 2024/25                          |       |       | 9     |       |       |       | Division Nacional 1                    | 23                                     | |